# Vörös márga
A vörös márga egy kőzet, mely az agyag és a mészkő közötti üledék, és átmeneti tagokat, mint a meszes agyag vagy az agyagos mészkő is magába foglal. (Lásd még: márga).
A karbonátos rész 40 és 60% között változik, törmelékes kvarc-, agyag- és iszaprészecskékkel. A vörös színt a vas-oxid jelenléte okozza.

## Szerkezet
Miután a márga nagyon finom szemcsés kőzet, részleteiben csak mikroszkópban vizsgálható. A szemcsék jól fejlettek, kalcit köti őket össze.
- Csoport: üledékes;
- Eredet: tengeri, édesvízi;
- Szemcseméret: finom;
- Osztályozás: törmelékes;
- Fosszília: gerinctelenek gerincesek, növények;
- Szemcsealak: szögletes

## Eredete
A márga sekély, növénydús tavakban gyakori. Sós medencékben, evaporitokkal együtt is képződik. Ebben az esetben gipsz- és kősórétegek is lehetnek benne.